# Cabardès (wijn)
Cabardès is een Franse, voornamelijk rode, wijn uit de Languedoc.

## Variëteiten
Naast 90% rode wijn wordt er ook nog zo'n 10% rosé gemaakt binnen deze AOC. De witte valt niet onder de AOC. 

## Kwaliteitsaanduiding
Cabardès heeft sinds 1999 een AOC-AOP status. 

## Toegestane druivensoorten
De wijn bestaat uit: 
- minimaal 40% Atlantische druivensoorten: Cabernet sauvignon, Merlot en/of Cabernet franc
- minimaal 40% Mediterrane druivensoorten:  Syrah en/of Grenache
- maximaal 20% Côt, Fer Servadou en/of Cinsault.

## Opbrengst en productie
- Opbrengst mag maximaal 50 hl/ha bedragen.
- Areaal is ongeveer 450 ha verdeeld over 18 gemeenten.
- Productie bedraagt ongeveer 20.000 hl waarvan er zo'n 9.000 hl geëxporteerd wordt.

## Producenten
- 5 coöperaties
- 21 private producenten

Château de Pennautier is de grootste producent.